# Kanton Junín
Der Kanton Junín befindet sich in der Provinz Manabí im Westen von Ecuador. Er besitzt eine Fläche von 246 km². Im Jahr 2022 lag die Einwohnerzahl bei rund 22.300. Verwaltungssitz des Kantons ist die Kleinstadt Junín mit 5400 Einwohnern (Stand 2010).

## Lage
Der Kanton Junín liegt zentral in der Provinz Manabí. Das Gebiet befindet sich an der Westflanke der Cordillera Costanera. Der Hauptort Junín liegt 30 km nordöstlich der Provinzhauptstadt Portoviejo. Der Río Mosca, ein linker Nebenfluss des Río Carrizal, entwässert das Areal nach Norden. Junín liegt an der Fernstraße E384 (Portoviejo–Chone).
Der Kanton Junín grenzt im Nordosten und im Osten an den Kanton Bolívar, im Süden an den Kanton Portoviejo, im Westen an den Kanton Rocafuerte sowie im Nordwesten an den Kanton Tosagua.

## Verwaltungsgliederung
Der Kanton Junín ist deckungsgleich mit der gleichnamigen Parroquia urbana („städtisches Kirchspiel“).

## Geschichte
Der Kanton Junín wurde am 8. November 1952 eingerichtet.
Entwicklung der Einwohnerzahl im Kanton Junín bei landesweiten Volkszählungen zum jeweiligen Gebietsstand:
| Jahr                    | Einwohner | +/-    |
| ----------------------- | --------- | ------ |
| 1962                    | 16.578    | –      |
| 1974                    | 17.695    | 6,7 %  |
| 1982                    | 17.903    | 1,2 %  |
| 1990                    | 17.992    | 0,5 %  |
| 2001                    | 18.491    | 2,8 %  |
| 2010                    | 18.942    | 2,4 %  |
| 2022                    | 22.324    | 17,9 % |
| Datenherkunft: Wikidata |           |        |